# Černovice u Tábora
Černovice u Tábora – stacja kolejowa w miejscowości Černovice, w kraju Wysoczyna, w Czechach Znajduje się na wysokości 590 m n.p.m.
Na stacji nie ma możliwość zakupu biletów, a obsługa podróżnych odbywa się w pociągu.

## Linie kolejowe
- 228 Jindřichův Hradec - Obrataň